# Desa Jatiwarna
Desa Jatiwarna är en administrativ by i Indonesien.   Den ligger i provinsen Jawa Barat, i den västra delen av landet, 14 km sydost om huvudstaden Jakarta.